# Londrina EC
Londrina Esporte Clube, är en brasiliansk fotbollsklubb från Londrina i Paraná. Klubben grundades 5 april 1956 och spelar sina hemmamatcher på Estádio do Café som rymmer drygt 31 000 åskådare. Londrinas mest framgångsrika period var mellan 1976 och 1982 då man spelade i den högsta serien i brasilien, Série A.

## Historia
Londrina bildades 5 april 1956 efter att en grupp supportrar sett en vänskapsmatch mellan Nacional och Vasco da Gama i staden Rolândia. Då supportrarna inte ville åka dit för att se fotboll så grundade man istället Londrina Futebol e Regatas i sin hemstad. 1969 slogs Londrina ihop tillsammans med Paraná Esporte Clube och fick då sitt nuvarande namn. Sin bästa placering i Série A nådde man 1977 då laget slutade på 4:e plats.

## Titlar
- Série B: 1980
- Campeonato Paranaense: 1962, 1981, 1992, 2014
- Copa Paraná: 2008

## Tidigare spelare
- Johnson Macaba
- Ado
- Chicão
- Giovane Élber
- Zé Elias
- Maurício
- Zetti
- Mathías Cardaccio